# Yoneyama Ryuichi
Ryuichi Yoneyama (sinh ngày  tháng  năm 19) là một cầu thủ bóng đá người Nhật Bản.

## Sự nghiệp câu lạc bộ
Ryuichi Yoneyama đã từng chơi cho Verdy Kawasaki và Tosu Futures.